# TioLive
TioLive est une plate-forme d'externalisation totale du système d'information (Total Information Outsourcing). Elle est basée sur des techniques open source et des logiciels libres. TioLive fournit aux entreprises un ensemble de solutions applicatives disponibles en ligne sur Internet Logiciel en tant que service. Ces dernières comprennent un progiciel de gestion intégré, un logiciel de gestion de la relation client, une gestion électronique des documents, une adresse électronique, de chat et de VOIP pour chaque utilisateur.

## Historique
Lancé initialement sous le nom de ERP5 Express en septembre 2007, TioLive est une plateforme permettant de délivrer des environnements ERP5 préconfigurés. TioLive et le PGI ERP5, édité par la société Nexedi, partagent le même code source. De plus la plateforme TioLive est pourvue d'une architecture 100 % Open Source et se base sur des standards ouverts.

### ERP5 Express
Lors de sa sortie en 2007, ERP5 Express est alors considéré comme le premier ERP libre en mode locatif hébergé. 
ERP5 Express coûte à l'époque 15€/mois et par entreprise et cherche à faciliter l'accès aux fonctionnalités d'ERP5 pour les PME et à minimiser la durée de prise en main du PGI.
Puis, en avril 2008, ERP5 Express devient gratuit et vise à proposer une solution de gestion simple, gratuite et universelle pour toutes les PME tout en leur fournissant une configuration accélérée de la solution. ERP5 Express Free tend à accompagner le développement des petites et moyennes entreprises, à les aider dans leur croissance tandis qu'elles migreraient par la suite vers une solution ERP5 payante destinée à de plus grandes structures.

### TioLive
En mars 2009 ERP5 Express devient TioLive. Une filiale de Nexedi voit le jour : TIOLIVE LLC, dont le métier est de fournir aux TPE-PME-PMI, la solution gratuite TioLive.

## Caractéristiques

### TioLive: logiciel en tant que service
TioLive est une plateforme applicative modulaire disponible en mode SaaS logiciel en tant que service. TioLive ne propose donc pas d'achat de licence mais un abonnement à ses services. Le SaaS réduit les délais de déploiement des applications qui deviennent quasi nuls : les phases de paramétrage et d'intégration technique sont économisées.

### TioLive: Total Information Outsourcing
TioLive fonctionne sur la base d'une externalisation totale du système d'information Total Information Outsourcing. Toutes les informations et données de l'utilisateur sont placées dans son instance TioLive. Les données d'un utilisateur lui sont donc accessibles de partout, dès l'instant où il se connecte à son instance. 

### TioLive: en faveur du TIO libre
TioLive participe et soutient l'initiative du TIO libre. TIO Libre est une association qui plaide en faveur de la liberté de la concurrence, de la liberté d'accès à ses propres données et des logiciels libres. Via le TIO libre et le Contrat de protection des données , TioLive s'engage à rendre à l'utilisateur toutes ses données lorsqu'il le souhaite.

## Fonctionnalités
TioLive intègre :

### Gestion Commerciale (progiciel de gestion intégré)
- Gestion des commandes, des livraisons, des conditions de vente ou d'achat, de l'inventaire en cours ou futur (selon les commandes), etc.
- La comptabilité est intégrée au système. Certifié et validé par des experts comptables, le module de comptabilité permet notamment de passer les écritures, de valider les factures, de générer automatiquement le bilan ou le compte de résultat en fin d'exercice et d'avoir un aperçu global de la situation financière de l'entreprise à tout moment.

### Gestion de la relation client(CRM)
- Gestion de l'ensemble des contacts classés soit comme personnes soit comme organisations et répertoriés selon leur rôle (client, fournisseur, etc), leurs qualifications, leur situation géographique, etc.
- Gestion des courriels et des publipostages (e-mailings) à travers le module de campagnes (permettant par exemple l'envoi de campagne marketing ou de communiqués de presse).
- Gestion des demandes clients et des opportunités de vente.

### (Gestion électronique des documents) GED
- Grâce à son module de gestion documentaire, TioLive permet d'effectuer le Knowledge Management. Documents intégrés dans une même base de données avec possibilité de restriction d'accès selon les utilisateurs, de partage, de collaboration pour l'avancée d'un même document, etc. Possibilité de convertir les documents créés avec TioLive dans de nombreux formats ouverts et propriétaires (OpenOffice, Microsoft Office, Power Point, Pdf).

### Courrier électronique
- Création d'une boîte emails sécurisée pour chaque utilisateur du compte de l'entreprise. TioLive n'impose aucune limite dans le nombre d'utilisateurs pour le compte d'une même entreprise. La boîte emails est accessible depuis un téléphone portable.

### Messagerie instantanée
- Un Chat est fourni à chaque utilisateur afin de faciliter la communication interne de l'entreprise. Les données  vont directement du serveur de Chat vers le client de Chat ou le téléphone portable. Ainsi la sécurité est maintenue et la vie privée, respectée.

### Téléphonie IP
- Système de téléphonie VoIP avec comptes SIP fournis à tous les employés gratuitement et sans limite dans le nombre.

### Commerce électronique
- Pour les utilisateurs de la version dédiée de TioLive, publication de contenu Web et de pages Web, notamment grâce au module de Gestion de documents. Possibilité de configurer ses propres applications et de publier sur plusieurs sites Web.
- Possibilité pour les utilisateurs de TioLive Dédié d'implémenter, sur leur site de commerce électronique, leur panier d'achat avec une capacité de 200 achats par seconde sans impact sur la base de données.